# Les Lacs-du-Témiscamingue
Pour les articles homonymes, voir Témiscamingue (homonymie).
Les Lacs-du-Témiscamingue est un territoire non organisé situé dans la municipalité régionale de comté du Témiscamingue, dans la région administrative de l'Abitibi-Témiscamingue, au Québec.

## Histoire
- 31 octobre 2005 : sur la demande de la MRC du Témiscamingue, le territoire non organisé de Rivière-Kipawa est divisé en deux territoires distincts: Laniel et Les Lacs-du-Témiscamingue.

## Démographie
| 2001 | 2006 | 2011 | 2016 | 2021 |
| ---- | ---- | ---- | ---- | ---- |
| 0    | 5    | 0    | 15   | 10   |